# Neopsittacus pullicauda
Neopsittacus pullicauda là một loài chim trong họ Psittacidae.